# ブラバンシア
ブラバンシア(Brabantia N.V.)は、1919年創立。オランダ生まれの高級家庭用品ブランド。北ブラバント州・アウストに本社を置く。

## 特徴
ブラバンシア社は、約20000人の従業員を持つグローバル企業である。商品は全て職人のハンドメイドによって作られており、工場は(本国)オランダ、ベルギー、英国、ドイツ、米国に置く。日本に輸出されている物はベルギー製が約9割を占めている。

## 製品
- ダストボックス(ゴミ箱類)
- フードストレージ(食品容器)
- ランドリーケア(アイロン台等)
- フードプロセッサー(キッチンツール)
- エクステリア(新聞受け、郵便受け)